# Illmensee (See)
Der Illmensee ist ein See südöstlich der Gemeinde Illmensee im Landkreis Sigmaringen in Baden-Württemberg, Deutschland.

## Geographie

### Allgemeines
Der Illmensee ist der größte von drei Eiszeitseen, die eine Seenplatte bilden. Nordwestlich von ihm befinden sich der Ruschweiler See und der Volzer See. Mit Ried- und Schilffläche misst er 72 Hektar. Die eigentliche Wasserfläche des auf einer Höhe von 691 m ü. NHN liegenden Sees beträgt 64,263 Hektar, bei einem Volumen von 5.945.000 Kubikmeter und einer maximalen Wassertiefe von 16,5 Meter. Die mittlere Tiefe liegt bei 9,2 Meter. Das Einzugsgebiet des Illmensees umfasst 801 Hektar.

### Entstehung
Der Illmensee entstand gegen Ende der letzten Eiszeit, der so genannten Würmeiszeit, vor rund 18.000 Jahren.
Seit 1937 gab es eine Grundwasserspiegelsenkung von 1,3 Meter.

### Zulauf und Ablauf
Zulauf und Ablauf des Illmensees erfolgen über den Andelsbach, einen Zufluss der Ablach, die in die Donau fließt. Mit einer Menge von 37 Litern in der Sekunde speist der Andelsbach den Illmensee an seinem Südostufer. Der Ablauf liegt auf dem gegenüberliegenden Nordwestufer.

## Geschichte

### Besiedlung
Der Illmensee ist Fundstelle jungsteinzeitlicher Pfahlbauten. Sie befinden sich im Flachwasserbereich des Westufers und am Ostufer bis etwa zehn Meter vor die Spitze der etwa 300 Meter langen, im Durchschnitt 25 bis 30 Meter breiten, aus bis zu sieben Metern mächtigen Seekreideschichten gebildeten Halbinsel. Erste Fundmeldungen stammen von Schülern des Lehrers E. Öxle aus dem Jahre 1936. In den 1950er Jahren wurde das heutige Bodendenkmal häufig Ziel von privaten Nachforschungen und gezielten Sammelns von prähistorischen Funden. Im Jahre 1980 wurde der Illmensee durch das Landesdenkmalamt Baden-Württemberg im Rahmen des Projektes zur Erforschung von Feuchtbodensiedlungen am Bodensee und in Oberschwaben erneut untersucht. Das Landesdenkmalamt veranlasste in den 1990er Jahren weitere Begehungen sowie einen Tauchgang. Untersuchungen der Fundkeramik erlauben eine Zuordnung zur Horgener Kultur (Neolithikum: 3000 bis 2500 v. Chr.).

### Nutzung
Das Land im Einzugsgebiet wird vornehmlich für Wald- oder Landwirtschaft genützt. Pächter des Sees ist der Fischereiverein Illmensee, der den Illmensee von der Gemeinde Illmensee als Eigentümer gepachtet hat und auf dem See Angelfischerei betreibt.

## Ökologie

### Fauna
Der Illmensee ist reich an Edelkrebsen. Bei einer Bestimmung des Fischbestandes zwischen 1990 und 1993 wurden folgende Fischarten gefunden: Aal, Barsch, Brachse, Hecht, Karausche, Karpfen, Rotauge, Rotfeder, Schleie, Ukelei, Wels und Zander. Laut Dehus ist der Bestand der Rotaugen, Brachsen und Barschen im Vergleich zu anderen Seen (z. B. Lengenweiler See, Schreckensee) niedrig. Jungfischschwärme von Flussbarschen nutzen die vegetationsreiche Flachwasser- und Schilfgürtelzonen. Seit 1998 erfolgt durch den Fischereiverein Illmensee in Zusammenarbeit mit der Fischereiforschungsstelle Baden-Württemberg eine jährliche Hechtlaichfischerei mit Trappnetzen, anschließendem Vorstrecken und Wiederaussetzen.

### Flora
Das Seewasser ist kalkreich, sodass die untere Wachstumsgrenze bei sechs bis acht Meter liegt. Der Makrophytenbestand weist folgende Wasserpflanzen auf: Rauhe Armleuchteralge, Raues Hornblatt, Spateliges Laichkraut, Durchwachsenes Laichkraut (Vorkommen: vor allem in den Flachwasserbereichen) und Kammförmiges Laichkraut, Weiße Seerose, Ähriges Tausendblatt, Gelbe Teichmummel, Spreizender Wasserhahnenfuß, Kanadische Wasserpest und Nuttalls Wasserpest.
Der Uferbereich ist fast ringsherum von einem schmalen Gebüsch- und Baumgürtel umgeben, an den leicht abfallende Acker- und Wiesengrundstücke oder kleinere Waldstücke heranreichen. Unterbrochene Schilfgürtel sind im Flachwasserbereich zu finden.

### Sediment
Der Illmensee hat sich in einer tonreichen Kalkmulde gebildet. Das Sediment wurde 1992 untersucht: Phosphor 1 mg/g TS, Wassergehalt 71 %, Glühverlust 9 %. Die durchschnittliche Sichtweite liegt bei gerade einmal 0,9 Meter.

### Wasserqualität
1991 waren noch vier Teilorte von Illmensee ohne Kläranlagenanschluss. Dies führte zu Belastungen des Sees. Zahlreiche entwässerte Niedermoorflächen sowie intensiv genutzte landwirtschaftliche Flächen in Hanglage trugen ebenfalls ab 1970 zu einer zunehmenden Eutrophierung, einer Ausbreitung von Makrophyten im Randbereich und einem Anstieg der anaeroben Zone mit H2S-Geruch bei. Zudem wurde der Zulauf begradigt, jedoch kein Pufferstreifen angelegt. Das führte dazu, dass noch 1991 rund 145 kg Phosphor eingetragen wurden. Zusammen mit dem Eintrag über Luft und Regen (31 kg) ergibt sich eine Gesamtbelastung von 176 kg P/Jahr.
Durch das vom Regierungspräsidium Tübingen 1989 ins Leben gerufene Aktionsprogramm zur Sanierung oberschwäbischer Seen wurden zahlreiche Sanierungsvorschläge erstellt, die teilweise umgesetzt wurden. Alle vier Teilorte verfügen heute über Klärtechnik, zudem wurden 2002 Regenüberlaufbecken gebaut. 1995 wurde durch Albrecht Trautmann vom Landratsamt Ravensburg eine Extensivierungsplanung für die landwirtschaftlich genutzten Flächen im Einzugsgebiet erstellt. 2006 betrugen die extensivierte Flächen bereits 30,3 Hektar.
1994 wurde durch das Ingenieurbüro Funk aus Riedlingen ein Gewässerentwicklungsplan zur Renaturierung erstellt. 1996 kam es zur Renaturierung des Andelsbachs auf 300 Meter bis zur Mündung, des Weiteren wurde eine Überflutungsfläche von vier Hektar angelegt. 1999 schritt die Renaturierung bis zur Straße nach Mariahof fort, geplant sind weitere Renaturierungen.
Im Jahr 1998 wurde durch Albrecht Trautmann ein Uferpflegekonzept für den See aufgestellt. Weder Algenblüte noch schwefeliger Geruch konnte in den letzten Jahren festgestellt werden.

### Schutzgebiete
See und Uferbereiche des Illmensees sind Teil des FFH-Gebietes 8122-342 Pfrunger Ried und Seen bei Illmensee, das eine Größe von insgesamt 1723,5 Hektar (ha) hat und sich in den Landkreisen Sigmaringen mit 996,4 ha und Ravensburg mit 727,1 ha befindet. Das FFH-Gebiet ist ein großes Moorgebiet mit Hoch- und Zwischenmooren, ausgedehnten, überwiegend landwirtschaftlich genutzten Niedermoorbereichen, kleinen Quellmooren und größeren Torfstichgewässern sowie drei natürlichen Seen mit Verlandungsmoor in südlichen Teilgebieten.
Die drei Seen wurden unter dem Namen Illmensee, Ruschweiler See und Volzer See mit Verordnung des damaligen Landratsamts Überlingen vom 16.  Mai 1949 als Landschaftsschutzgebiet (Schutzgebietsnummer 4.37.026) ausgewiesen. Das LSG hat eine Größe von 263,1 Hektar.

## Wirtschaftliche Bedeutung

### Freizeit und Tourismus
Seit 1987 ist Illmensee staatlich anerkannter Erholungsort. Am Seeufer befinden sich ein Strandbad am Nordostufer, das „Seefreibad“ und der „Campingplatz Seewiese“ direkt am See. Im Jahr 2000 wurde ein Lehrpfad über Seen errichtet. Da der Illmensee ein Angler- und Badesee ist, hat hier nur der ortsansässige DLRG-Verein eine Taucherlaubnis.